# Fundación Airbus Group
La Fundación Airbus Group fue creada en 2004 a iniciativa de las filiales del gigante Airbus Group. Tiene como misión contribuir al acercamiento de la investigación pública y privada e invertir en la realización de proyectos científicos de excelencia. Persigue igualmente una acción de mecenazgo « de interés general » con el objetivo de afirmar su compromiso social y ético en el desarrollo de las ciencias, en particular en volver a dar la importancia que necesitan las ciencias entre los jóvenes, suscitar vocaciones científicas y técnicas y animar a la difusión de la cultura científica.

## Presentación

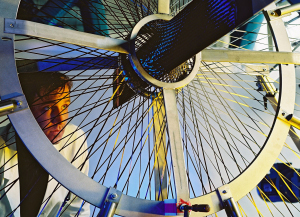
Un técnico de Airbus Group.

La fundación aspira a desarrollar la investigación académica sobre tres ejes : los premios científicos, el apoyo a proyectos de investigación básica y la creación de cátedras universitarias de investigación y enseñanza. 
La fundación concede tres premios : el premio de la fundación Airbus Group (en asociación con la Academia de Ciencias de Francia, el premio a la mejor tesis doctoral y el premio Irène Joliot-Curie. El premio a la mejor tesis pretende recompensar las mejores tesis en diferentes campos como las Matemáticas y sus interacciones, las ciencias de la ingeniería o incluso la Física y la Química. En colaboración con el Ministerio francés encargado de la Enseñanza superior y de la Investigación desde 2004, el premio Irène Joliot-Curie está destinado a promover el lugar de las mujeres en la investigación y a poner en valor su carrera científica.

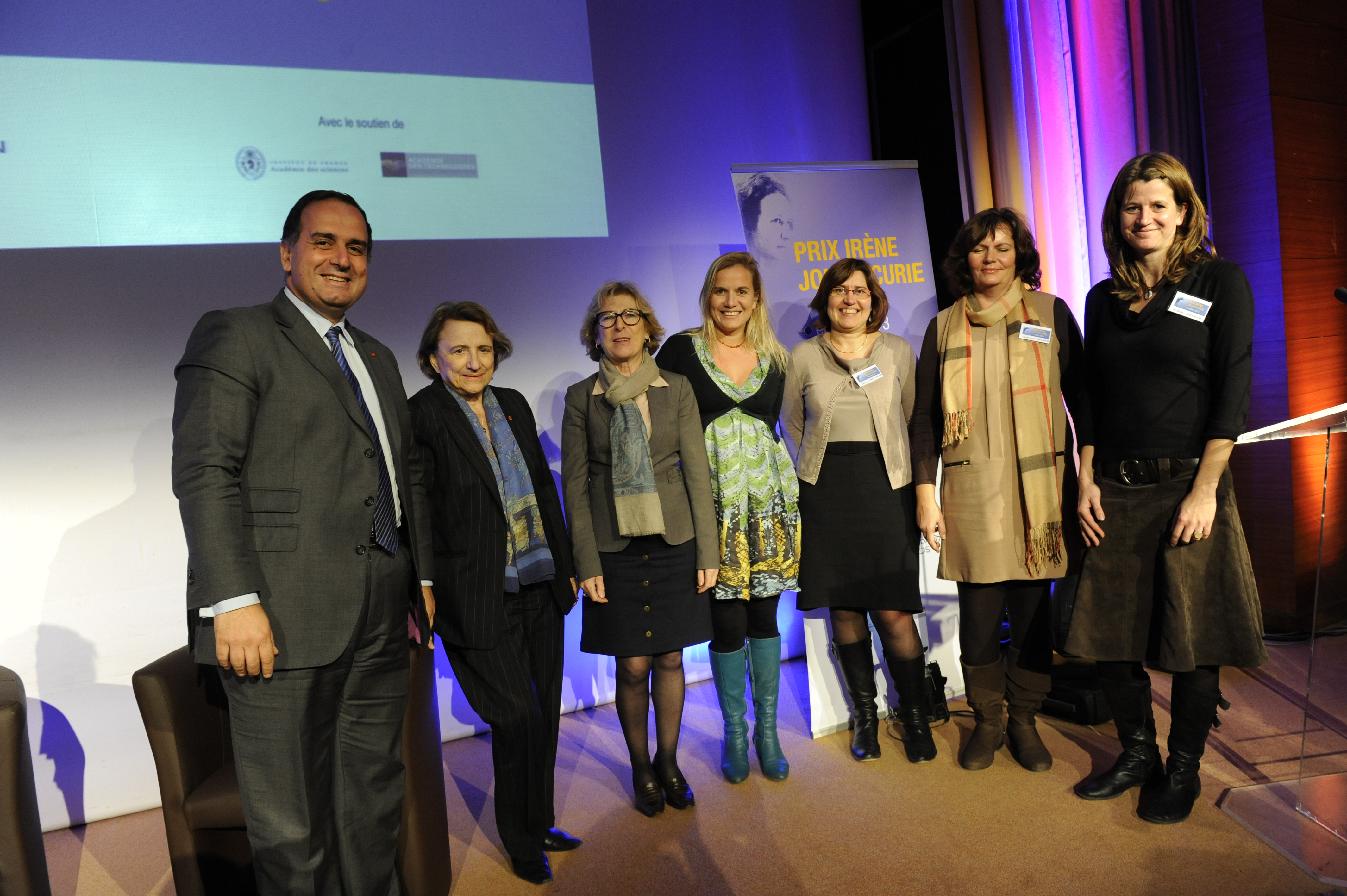
Marwan Lahoud y Geneviève Fioraso en la ceremoria de entrega del premio Irène Joliot-Curie en 2013.

La Fundación sostiene una decena de proyectos de investigación básica cada año. Doce cátedras de investigación y enseñanza han sido creadas por la fundación en cooperación con varias universidades y centros de investigación. La Fundación Airbus Group ha creado en 2009 bolsas de excelencia para los alumnos más destacados. Los becarios seleccionados han salido de medios modestos y han sido recompensados por sus excelentes resultados escolares y su interés por las materias científicas. La Fundación sostiene acciones de conservación del patrimonio aeronáutico y espacial de las sociedades que han contribuido a formar Airbus Group.